# Gustave Balister
Gustave Louis Balister (Saint-Gilles, 2 ottobre 1928) è un ex schermidore belga, vincitore di una medaglia di bronzo ai campionati mondiali di scherma.